# Championnat de Bulgarie de football 1964-1965
Navigation
Saison précédente Saison suivante
La saison 1964-1965 du Championnat de Bulgarie de football était la 41e édition du championnat de première division en Bulgarie. Les seize meilleurs clubs du pays se retrouvent au sein d'une poule unique, la Vissha Professionnal Football League, où ils s'affrontent deux fois, à domicile et à l'extérieur. À l'issue du championnat, les deux derniers du classement sont relégués et remplacés par les deux meilleurs clubs de B PFG.
Cette saison voit le sacre du PFK Levski Sofia, qui termine en tête du classement, 3 points devant le tenant du titre, le Lokomotiv Sofia et 7 devant le PFC Slavia Sofia. ll s'agit du 9e titre de champion de Bulgarie de l'histoire du club.

## Les 16 clubs participants
| - PFK Levski Sofia - CSKA Cherveno zname Sofia - Marek Stanke Dimitrov - Lokomotiv Plovdiv - PFK Spartak Pleven - PFC Slavia Sofia - Akademik Sofia - Promu de D2 - Lokomotiv Sofia | - Dunav Ruse - Cherno More Varna - Spartak Plovdiv - Beroe Stara Zagora - Botev Plovdiv - Botev Vratsa - Promu de D2 - FK Spartak Sofia - PFC Sliven |

## Compétition

### Classement
Le barème utilisé pour établir le classement est le suivant :
- Victoire : 3 points
- Match nul : 1 point
- Défaite : 0 point

| Rang | Équipe                      | Pts | J  | G  | N  | P  | Bp | Bc | Diff |
| ---- | --------------------------- | --- | -- | -- | -- | -- | -- | -- | ---- |
| 1    | PFK Levski Sofia            | 42  | 30 | 18 | 6  | 6  | 59 | 28 | +31  |
| 2    | Lokomotiv Sofia T           | 39  | 30 | 16 | 7  | 7  | 42 | 33 | +9   |
| 3    | PFC Slavia Sofia            | 35  | 30 | 11 | 13 | 6  | 45 | 33 | +12  |
| 4    | CSKA Cherveno zname Sofia C | 34  | 30 | 14 | 6  | 10 | 48 | 26 | +22  |
| 5    | Beroe Stara Zagora          | 31  | 30 | 10 | 11 | 9  | 48 | 41 | +7   |
| 6    | Lokomotiv Plovdiv           | 30  | 30 | 12 | 6  | 12 | 43 | 40 | +3   |
| 7    | PFC Spartak Pleven          | 30  | 30 | 10 | 10 | 10 | 30 | 47 | -17  |
| 8    | Cherno More Varna           | 29  | 30 | 10 | 9  | 11 | 37 | 37 | 0    |
| 9    | Botev Vratsa P              | 29  | 30 | 10 | 9  | 11 | 29 | 35 | -6   |
| 10   | Spartak Plovdiv             | 28  | 30 | 11 | 6  | 13 | 42 | 42 | 0    |
| 11   | FK Spartak Sofia            | 28  | 30 | 9  | 10 | 11 | 32 | 34 | -2   |
| 12   | Botev Plovdiv               | 27  | 30 | 9  | 9  | 12 | 40 | 49 | -9   |
| 13   | Marek Dupnitsa              | 26  | 30 | 9  | 8  | 13 | 34 | 41 | -7   |
| 14   | Dunav Ruse                  | 26  | 30 | 9  | 8  | 13 | 28 | 41 | -13  |
| 15   | PFC Sliven                  | 25  | 30 | 9  | 7  | 14 | 29 | 40 | -11  |
| 16   | Akademik Sofia P            | 21  | 30 | 7  | 7  | 16 | 29 | 48 | -19  |

|  | Qualification pour la Coupe des clubs champions 1965-1966                                |
|  | Qualification pour la Coupe des Coupes 1965-1966                                         |
|  | Qualification pour la Coupe des villes de foires 1965-1966                               |
|  | Relégation en deuxième division                                                          |
|  | T : Tenant du titre C : Vainqueur de la Coupe de Bulgarie P : Promu de deuxième division |

## Bilan de la saison
| Championnat de Bulgarie de football 1964-1965 |                             |
| Champion                                      | PFK Levski Sofia (9e titre) |
| Coupes et trophées                            |                             |
| Vainqueur de la Coupe de Bulgarie 1964-1965   | CSKA Cherveno zname Sofia   |
| Qualifications continentales                  |                             |
| Coupe des clubs champions 1965-1966           | PFK Levski Sofia            |
| Coupe des Coupes 1965-1966                    | CSKA Cherveno zname Sofia   |
| Coupe des villes de foires 1965-1966          | Lokomotiv Plovdiv           |
| Promotions et relégations                     |                             |
| Promus en Vissha PFL                          | PFK Spartak Varna           |
| Promus en Vissha PFL                          | Botev Burgas                |
| Relégués en B PFL                             | PFC Sliven                  |
| Relégués en B PFL                             | Akademik Sofia              |